# William George Pye
William George Pye (* 27. Oktober 1869 in Battersea (London); † 13. Oktober 1949 in Bexhill) war ein britischer Unternehmer und Firmengründer.

## Leben
Er wurde als Sohn von William Thomas Pye (* 1847) und Elizabeth Wilson (1847–1908) geboren.
Sein Vater bildete ihn zum Instrumentenbauer aus und im Jahr 1892 erhielt er eine Anstellung in der feinmechanischen Werkstatt des Cavendish-Laboratoriums der Universität Cambridge. Nicht lange danach wurde er deren Leiter (workshop superintendent). Kurz darauf entschloss er sich, zunächst nebenberuflich einen Einmannbetrieb zur Herstellung wissenschaftlicher Messinstrumente im Jahr 1896 zu gründen, den er W G Pye nannte. In den folgenden Jahren und Jahrzehnten entwickelte sich seine Firma zu einem der wichtigen britischen Unternehmen zur Herstellung zunächst von feinmechanischen wissenschaftlichen Messinstrumenten und später auch von elektronischen Erzeugnissen.
Im Jahr 1936 zog sich William Pye aus der Firmenleitung zurück und übertrug die Geschäfte seinem jüngsten Sohn Harold Pye.
William George Pye hatte vier Kinder, William John Pye (1894–1895), Donald Walter Pye (1898–1989), Majorie Irene Pye (1900–1994) und Harold John Pye (1901–1986). Er starb im Alter von 79 Jahren, zwei Wochen vor seinem 80. Geburtstag.